# Conostomum pentastichum
Conostomum pentastichum là một loài rêu trong họ Bartramiaceae. Loài này được Brid. Lindb. mô tả khoa học đầu tiên năm 1863.